# SS Monte Carlo

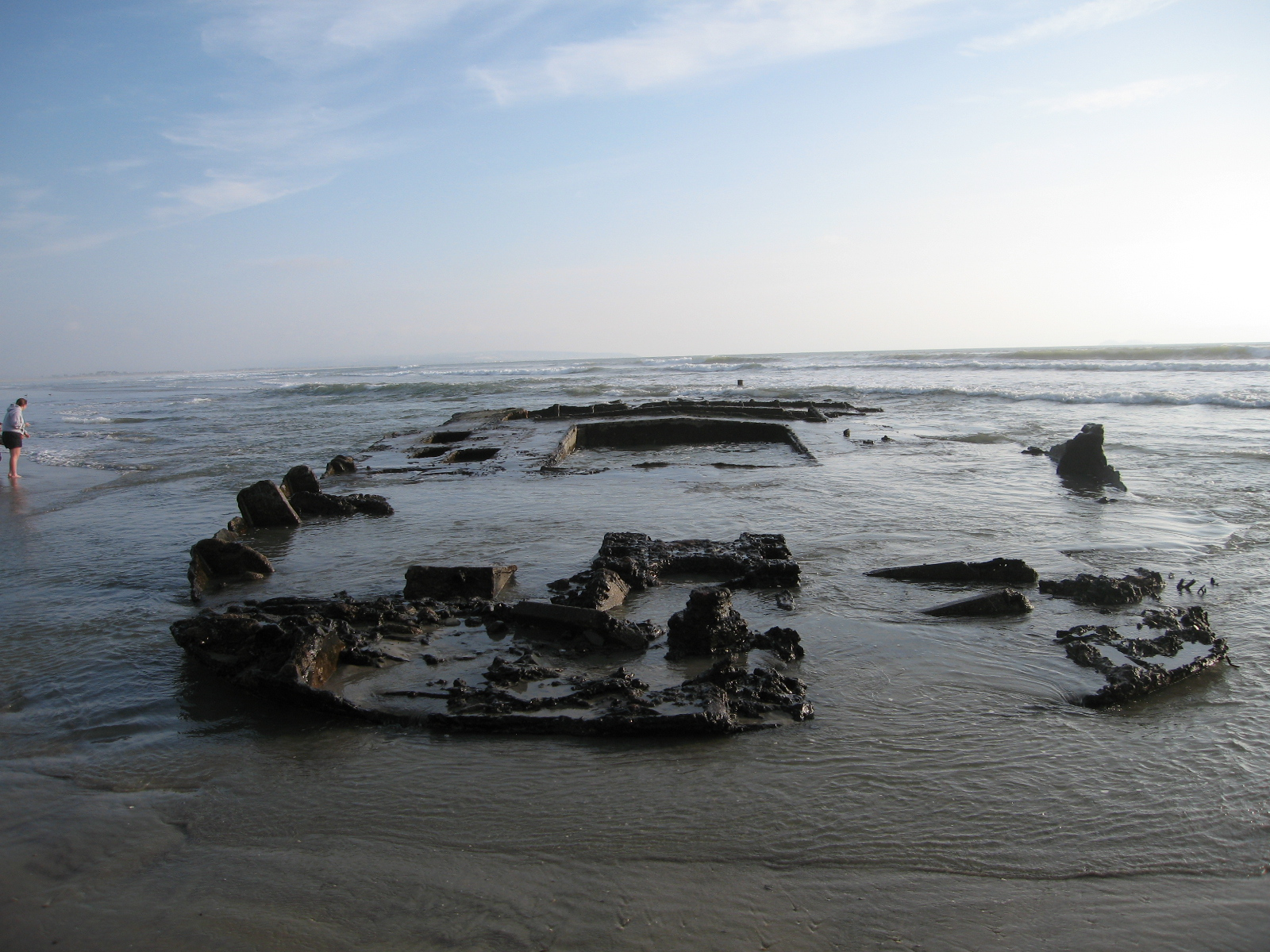
Restes du SS Monte Carlo en 2010.

Le SS Monte Carlo est un pétrolier lancé en 1921 sous le nom de SS McKittrick. Construit à Wilmington (Caroline du Nord), il était long de 300 pieds (90 mètres).
Il fut plus tard, en 1936, utilisé pour le jeu et la prostitution dans les eaux internationales au large des côtes de Coronado, en Californie.
Lors d'une tempête en 1937, le navire a perdu son point d'ancrage, dériva et s'échoua sur la plage. Personne n'en a revendiqué la propriété car, une fois sur le rivage, ce navire destiné au jeu et à la prostitution était illégal.
La rumeur indique que depuis l'échouement, certains badauds trouvent des pièces provenant des machines à sous.